# Sperrstelle Frick

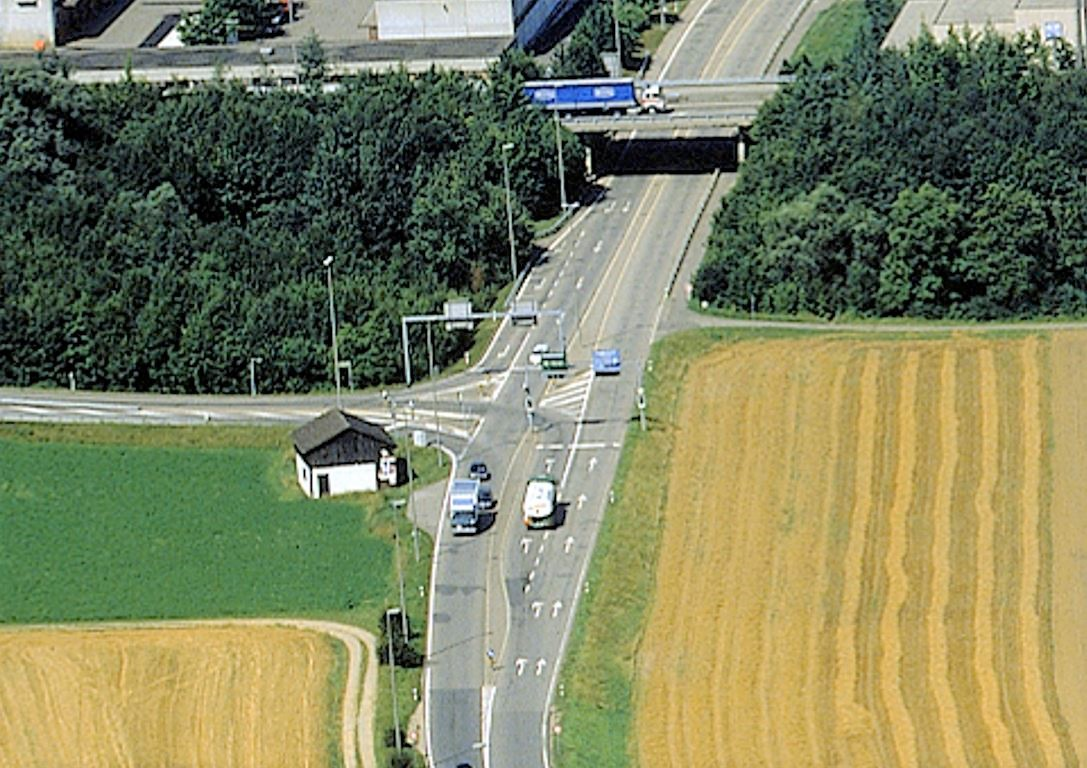
Infanteriebunker Hornussen Moos A 4502 (1993)

Die Sperrstelle Frick war eine Grenzbefestigung der Grenzbrigade 5 der Schweizer Armee und ein Abschnitt der ersten Armeestellung während des Zweiten Weltkriegs, der Limmatlinie.
Sie erstreckte sich nordöstlich von Frick über Frickberg, Ittenthal, Schinberg, Hornussen bis zum Chornberg im Süden und gilt als militärhistorisches Denkmal von nationaler Bedeutung.

## Geschichte
Die Sperrstelle Frick-Nordost bildete den Abschnitt des 2. Armeekorps innerhalb der Limmatstellung. Das 2. Armeekorps hatte ab Oktober 1939 den Raum zwischen Brugg und dem Gempenplateau zu halten. Im Sommer 1935 wurden die ersten Pläne zur Befestigung der Taleingänge bei Felsenau, Etzgen, Rheinsulz, Kaisten, Eiken und Münchwilen erstellt. Von 1938 bis 1941 wurden am Rhein sowie auf dem Fasnachtsberg und Lümberg Bunker gebaut.
1939/40 wurden im Fricktal die Höhen des Tafeljuras mit einer Kette von Beobachtungs- und Waffenständen und einfachen vergrabenen Truppenwerken versehen.
Nördlich von Frick wurden ab 1939 in der dritten Abwehrlinie, nach dem Rhein und dem Engnis in Kaisten, südwestlich des Chäsibergs mit einer 300 Meter langen Tankmauer und Infanteriebunkern die Achsen Rheinfelden-Frick und Laufenburg-Frick gesperrt. Der Weiler Ittenthal nordöstlich von Frick war mit einer Tankmauer im Norden, einem Drahthindernis im Zentrum und einer Bunkerlinie im Süden befestigt. Mit der Abwehrstellung zwischen Frickberg und Kornberg wurde bereits 1937 begonnen. Dazu gehörte die Sperrstelle Hornussen mit vier Bunkern bei der Einmündung der Staffeleggstrasse, die 1984 im Zusammenhang mit der neuen Autobahn mit zwei Centurion-Bunkern und Geländepanzerhindernissen weiter östlich ersetzt wurde.

## Centi-Bunker Hornussen
- Centi-Bunker A 4580 Hornussen Nord ⊙
- Centi-Bunker A 4585 Hornussen Süd ⊙

## Sperrstelle Frick
Für die Sperrstelle Frick wurden zwischen dem Gempenplateau und der Limmatmündung bei Lauffohr 69 Anlagen gebaut:
- Infanteriebunker Schinberg 1	⊙
- Runder Lmg-Bunker Schinberg 2 ⊙
- Runder Lmg-Bunker Schinberg 3 ⊙
- Infanteriebunker Schinberg 4	⊙
- Infanteriebunker Schinberg 5	⊙
- Infanteriebunker A 4390 ⊙
- Infanteriebunker Neumatt Ost Mitte A 4391 ⊙
- Infanteriebunker Neumatt West Süd A 4392 ⊙
- Ik-Stand Engnis Neumatt Ost Süd A 4393 ⊙
- Infanteriebunker Neumatt West Mitte A 4394 ⊙
- Infanteriebunker Neumatt Ost Nord A 4395 ⊙
- Infanteriebunker Neumatt West Nord A 4396 ⊙
- Infanteriebunker Ittenthal Süd Tüel A 4397 ⊙
- Infanteriebunker Ittenthal Süd Schaumberg A 4398 ⊙
- Infanteriebunker Ittenthal Süd Schaumberg A 4399 ⊙
- Infanteriebunker Frickberg 4400	⊙
- Infanteriebunker Frickberg 4401	⊙
- Infanteriebunker Frickberg 4402 ⊙
- Infanteriebunker Frickberg 4403 ⊙
- Infanteriebunker Frickberg A 4404	⊙
- Infanteriebunker Frickberg A 4405 ⊙
- Infanteriebunker Frick A 4415	 ⊙
- Infanteriebunker Blumenau Frick ⊙

- GPH Rümmet ⊙
- GPH  Hornhof	 ⊙
- GPH Ittenthal	 ⊙
- GPH Rümlislee Neumatt  ⊙

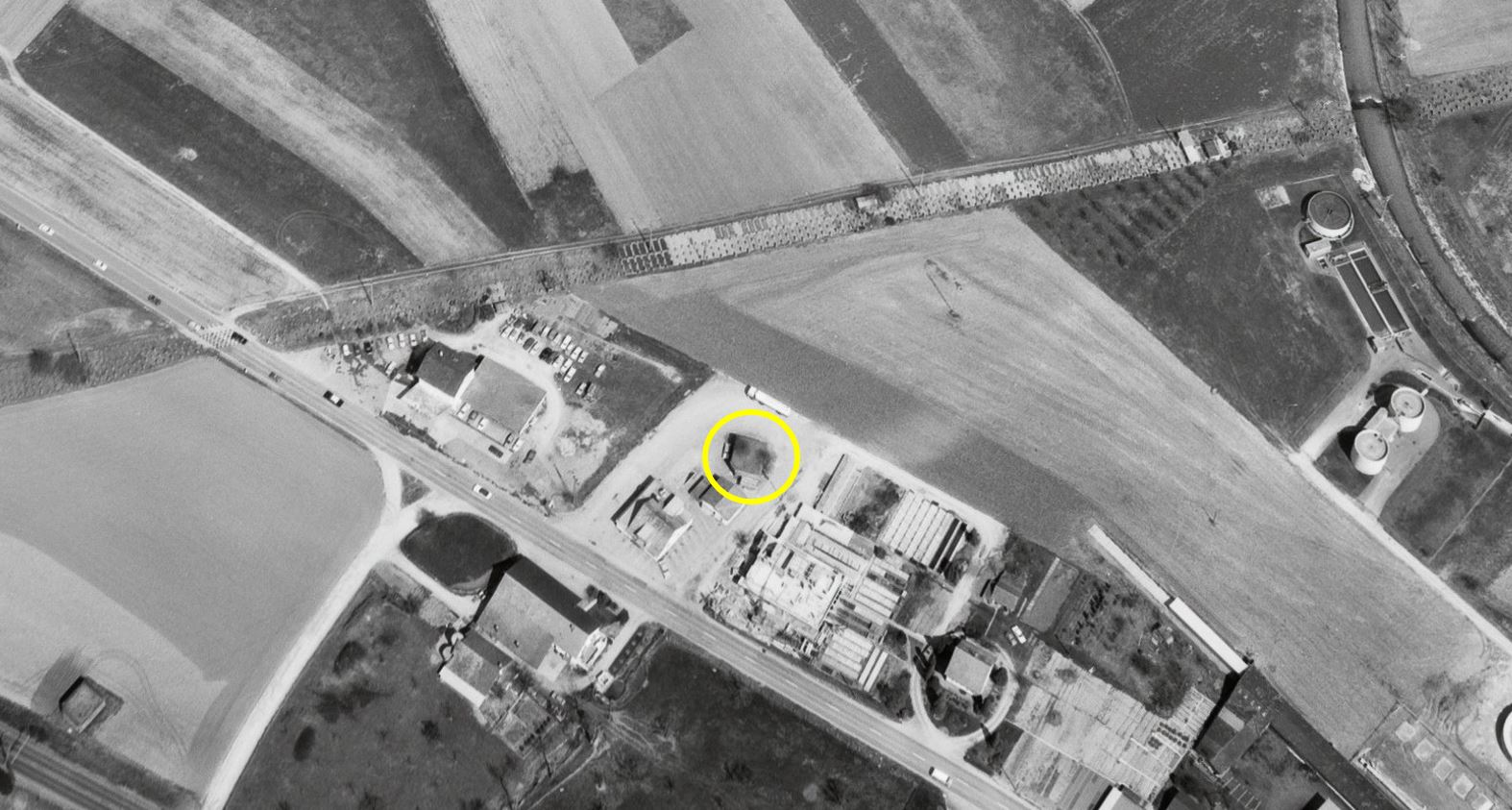
Höckerlinie gegen Oeschgen mit Infanteriebunker Blumenau (1970)

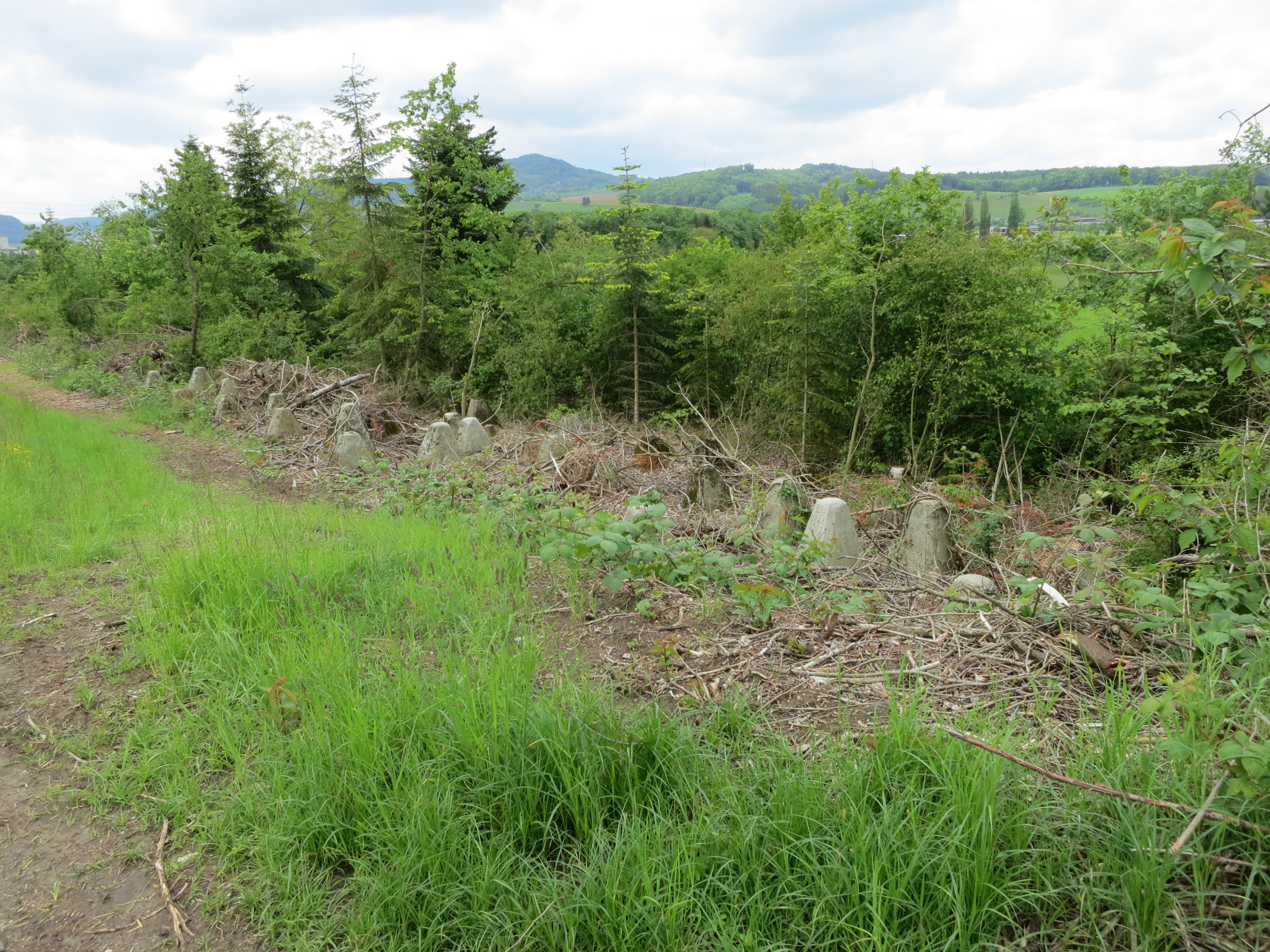
Höckerlinie GPH Rümmet

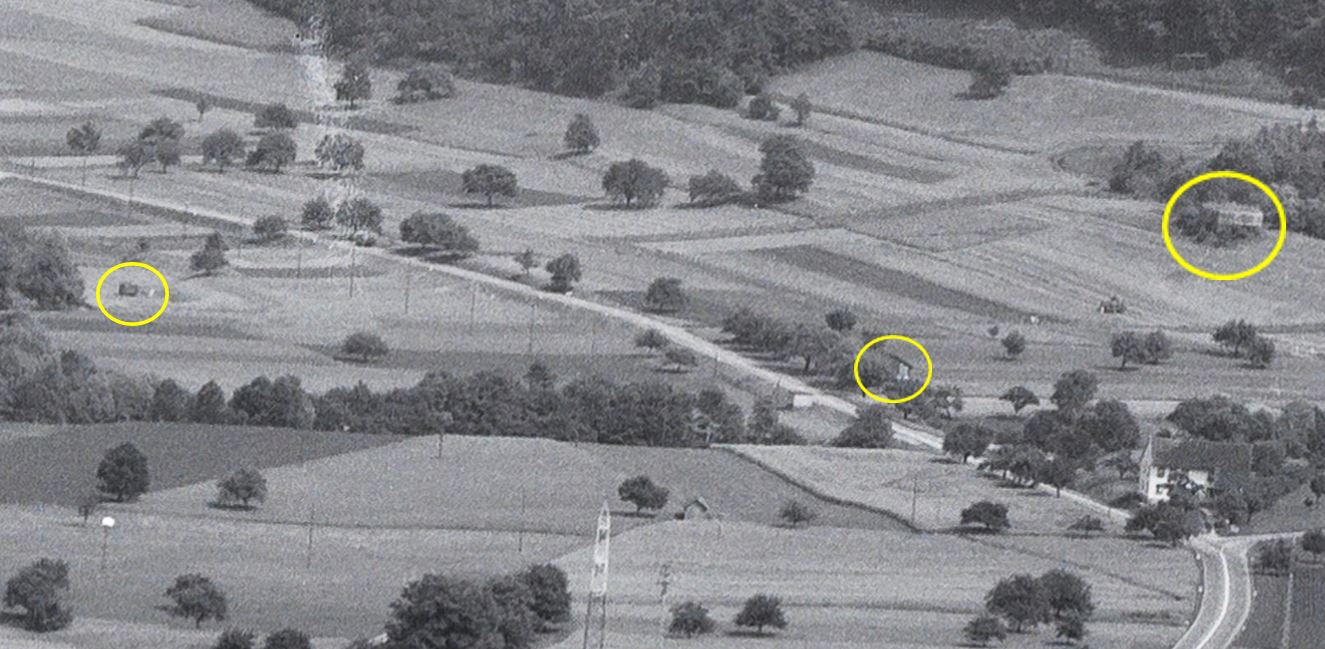
Von links: Infanteriebunker Hornussen Nord, Moos, Süd (1958)

- Infanteriebunker Wolberg A 4484 Gipf-Oberfrick ⊙
- Rundbunker Wolberg A 4485 Frick: mit 7 Scharten, Geb Füs Bat 32 ⊙
- Infanteriebunker Hornussen Nord A 4500 ⊙
- Infanteriebunker Hornussen Moos A 4502 ⊙
- Infanteriebunker Hornussen Süd A 4503 ⊙
- Chäppiwald A 4504 ⊙
- Felskavernen Kornberg A 4505 ⊙
- Felskavernen Kornberg A 4506 ⊙
- Infanteriebunker Chornletehalde  A 4507 ⊙
- Artilleriebeobachter Chornletehalde A 4508 ⊙
- Infanteriebunker Chornletehalde  A 4509
- Infanteriebunker Chornletehalde A 4510 ⊙
- Infanteriebunker Chornletehalde A 4511 ⊙
- Infanteriebunker Chornberg A 4512
- Infanteriebunker Chornberghöhi Schiessgass A 4514 ⊙
- Infanteriebunker Fürberg Obere Winterstell A 4515 ⊙
- Infanteriebunker Chrummacher A 4516: Ik,Mg,Beob ⊙
- Infanteriebunker Schneggenberg A 4517: Mg 	⊙

- GPH Kaistenberg ⊙

## Artilleriestellung Bächlimatte
Auf dem Altenberg bei Wölflinswil erstellte die 3. Division im Frühling 1940 die Artilleriestellung Bächlimatte. Die drei Batterien mit 7,5-cm-Feldkanonen 03/22 gehörten zur Feldartillerieabteilung 8, nur ihre Feldbatterie 22 hatte verbunkerte Stellungen.
- Artilleriebeobachter Bächlimatte A 4518 ⊙
- Artilleriebunker Bächlimatte A 4519a 	⊙
- Artilleriebunker Bächlimatte A 4519b	⊙
- Artilleriebunker Bächlimatte A 4519c	⊙
- Artilleriebunker Bächlimatte A 4519d	⊙
- Zugang zu Stollen Bächlimatte A 4519e ⊙
- Seilbahn Bächlimatte Bergstation ⊙
- Seilbahn Bächlimatte Talstation ⊙
- Artilleriestellung Feldbatterie 24 ⊙
- Artilleriestellung Feldbatterie 23 ⊙

## Sperrstelle Densbüren

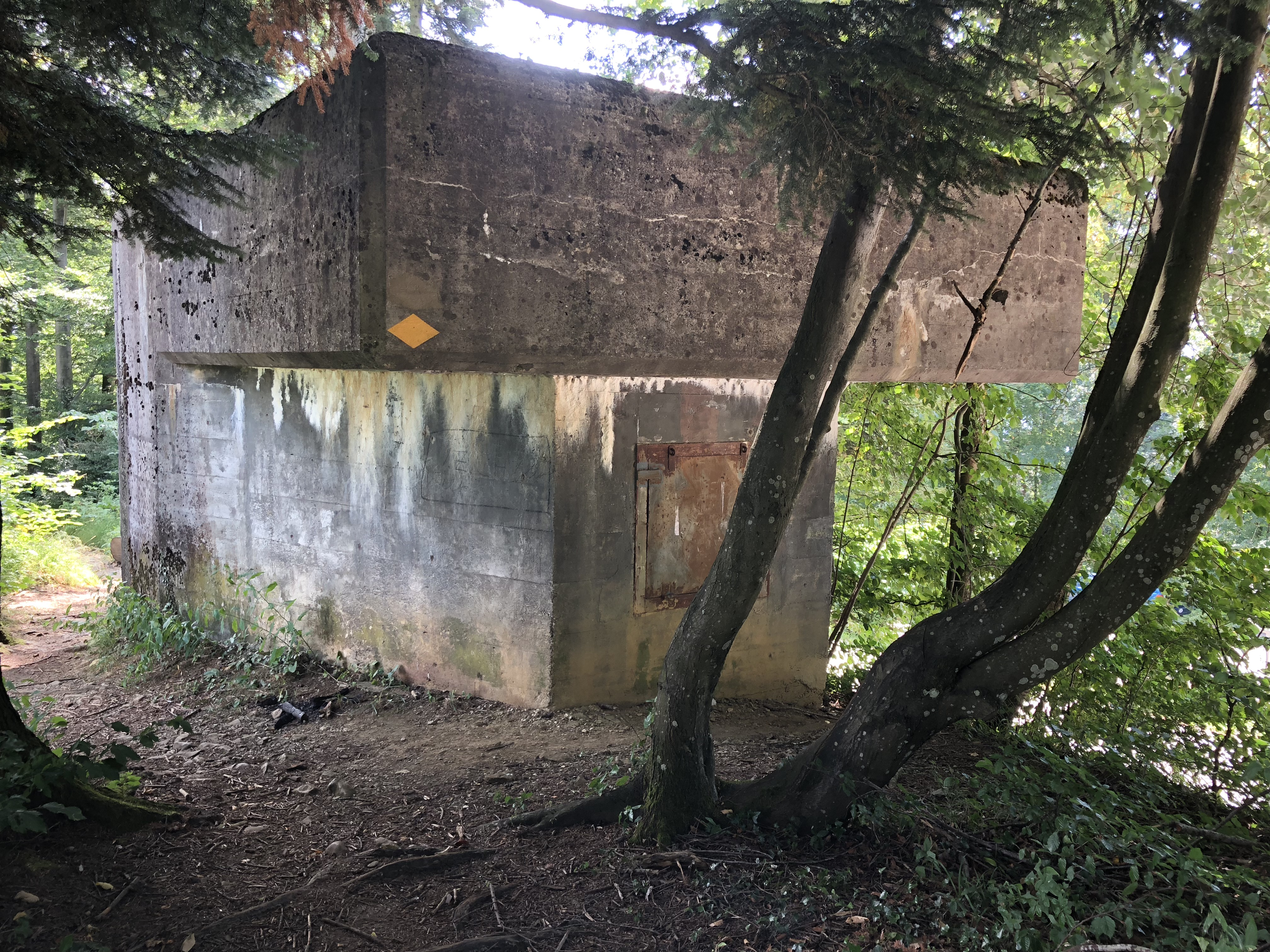
Bunker Salhöhe A 4540

Die 1939/40 erstellte Sperrstelle Densbüren war Teil der Aargauer Jurastellung (Juraübergänge und vorgelagerte Kette von Talsperren). Sie umfasst tief gestaffelte Abwehrstellungen an der unteren Staffeleggstrasse mit 15 Anlagen. Die Hauptsperre liegt in der Engnis von Breiti nördlich von Densbüren. Die Sperrstelle gilt als militärhistorisches Denkmal von nationaler Bedeutung.
- Infanteriebunker Wittnau Ost A 4520		⊙
- Infanteriebunker Wittnau West A 4521		⊙
- Infanteriebunker Breite rechts A 4522	⊙
- Infanteriebunker Breite links A 4523 ⊙
- FK-Schild Breite rechts A 4524 ⊙
- FK-Schild Breite links A 4525	⊙
- Artilleriebunker 8,4 cm/9 cm Kanone A 4535 Benken-Eich ⊙
- Ik-Schild A 4536 Benken		⊙
- Ik-Schild A 4537 Oberhof E		⊙
- Ik-Schild A 4538 Oberhof W		⊙
- GPH Asp/Oberhof⊙
- Infanteriebunker «Breitmis» A  4539 ⊙
- Infanteriebunker «Salhöhe» A 4540	⊙
- Artilleriebunker 8,4 cm Kanone A 4541 Schürmatt W, Kienberg SO		⊙
- Artilleriebunker 8,4 cm Kanone A 4542 Schürmatt E, Kienberg SO		⊙
- 7,5 cm Feldkanone A 4543 Steinbruch		⊙
- Kommandoposten Rgt 73 Asp F 5xxx	⊙

## Sperrstelle Hardwald

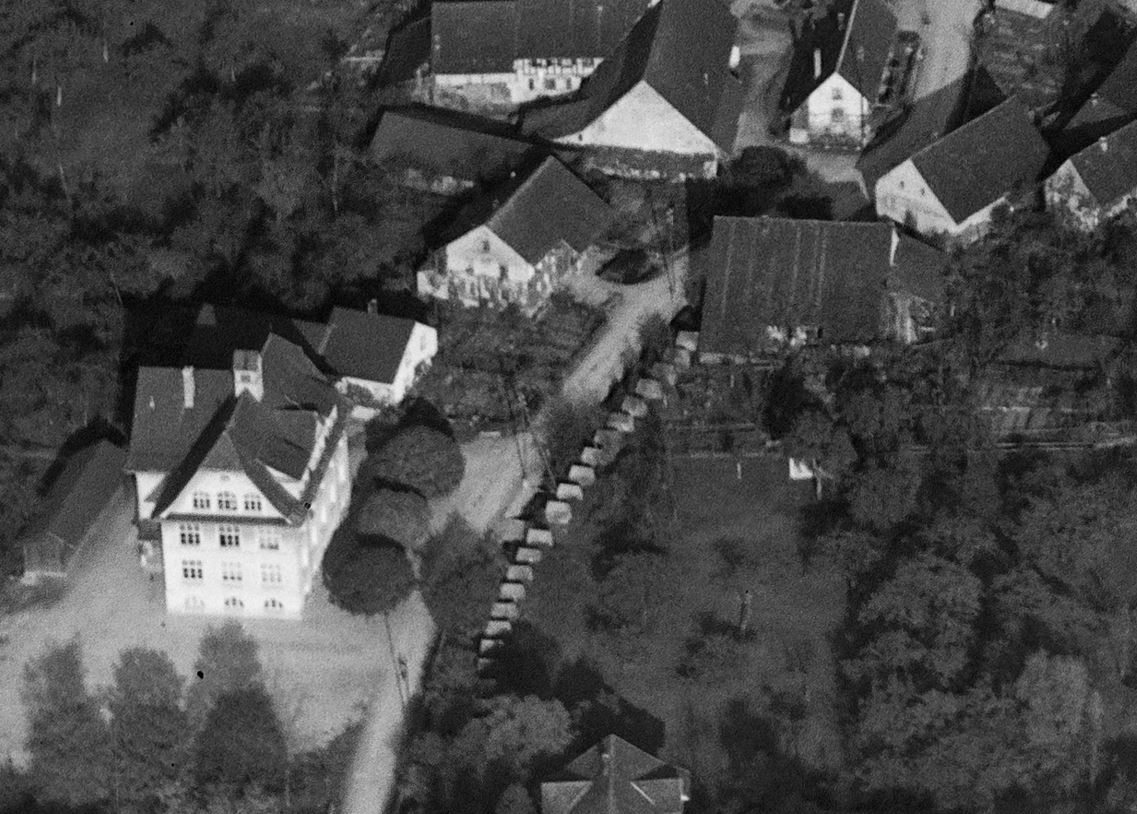
Panzersperre Stützpunkt Kaisten

Die Stützpunkte Kaisten und Eiken wurden 1935 an den Flanken durch die enge Bunkerlinie Hardwald gesichert.
- Infanteriebunker Sisseln A 4321 Hardwald  ⊙
- Infanteriebunker Sisseln A 4322 Hardwald ⊙
- Infanteriebunker Sisseln A 4323 Hardwald ⊙
- Infanteriebunker  Mettau A 4340 ⊙
- Infanteriebunker Leidikon Ost A 4342 ⊙
- Infanteriebunker Leidikon West A 4343 ⊙
- Infanteriebunker Kaisten Ost A 4345 ⊙
- Infanteriebunker Kaisten West A 4346 ⊙
- Beobachter Kaisten Lümberg A 4347	⊙
- Infanteriebunker Hardwald 1 A 4348 ⊙
- Infanteriebunker Hardwald 2 A 4349 ⊙
- Infanteriebunker Hardwald 3 A 4350 ⊙
- Infanteriebunker Hardwald 4 A 4351 ⊙
- Infanteriebunker Hardwald 5 A 4352 ⊙
- Infanteriebunker Hardwald 6 A 4353 ⊙
- Infanteriebunker Hardwald 7 A 4354 ⊙
- Infanteriebunker Hardwald 8 A 4355 ⊙
- Infanteriebunker Kinzhalde A 4356 ⊙
- Infanteriebunker Hardwald 9 A 4357 ⊙
- Infanteriebunker Eiken Ost A 4358 ⊙
- Infanteriebunker Eiken A 4359 ⊙
- Infanteriebunker Eiken A 4360 ⊙